# Magura Orawska

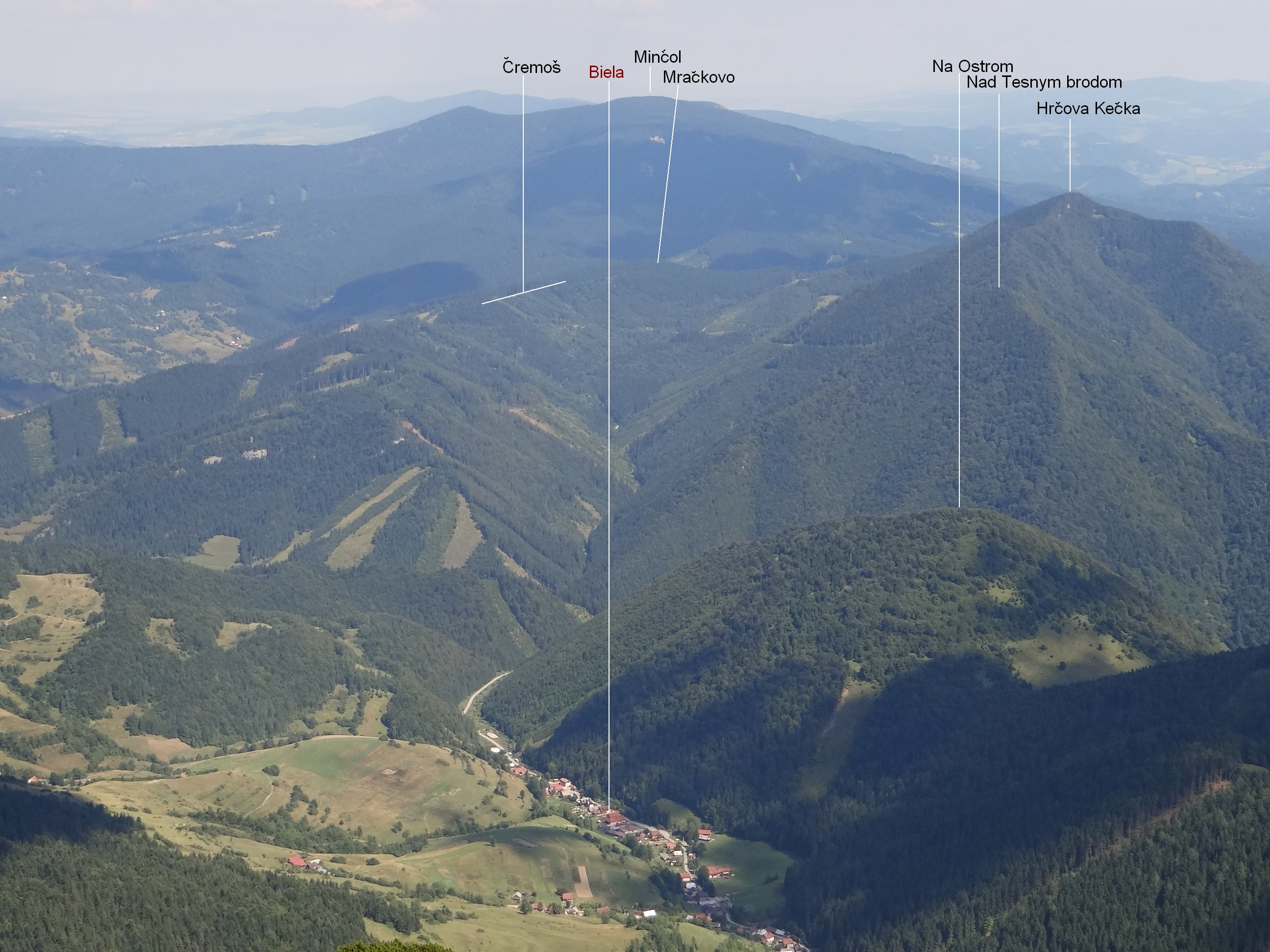
Widok na południową część Magury Orawskiej

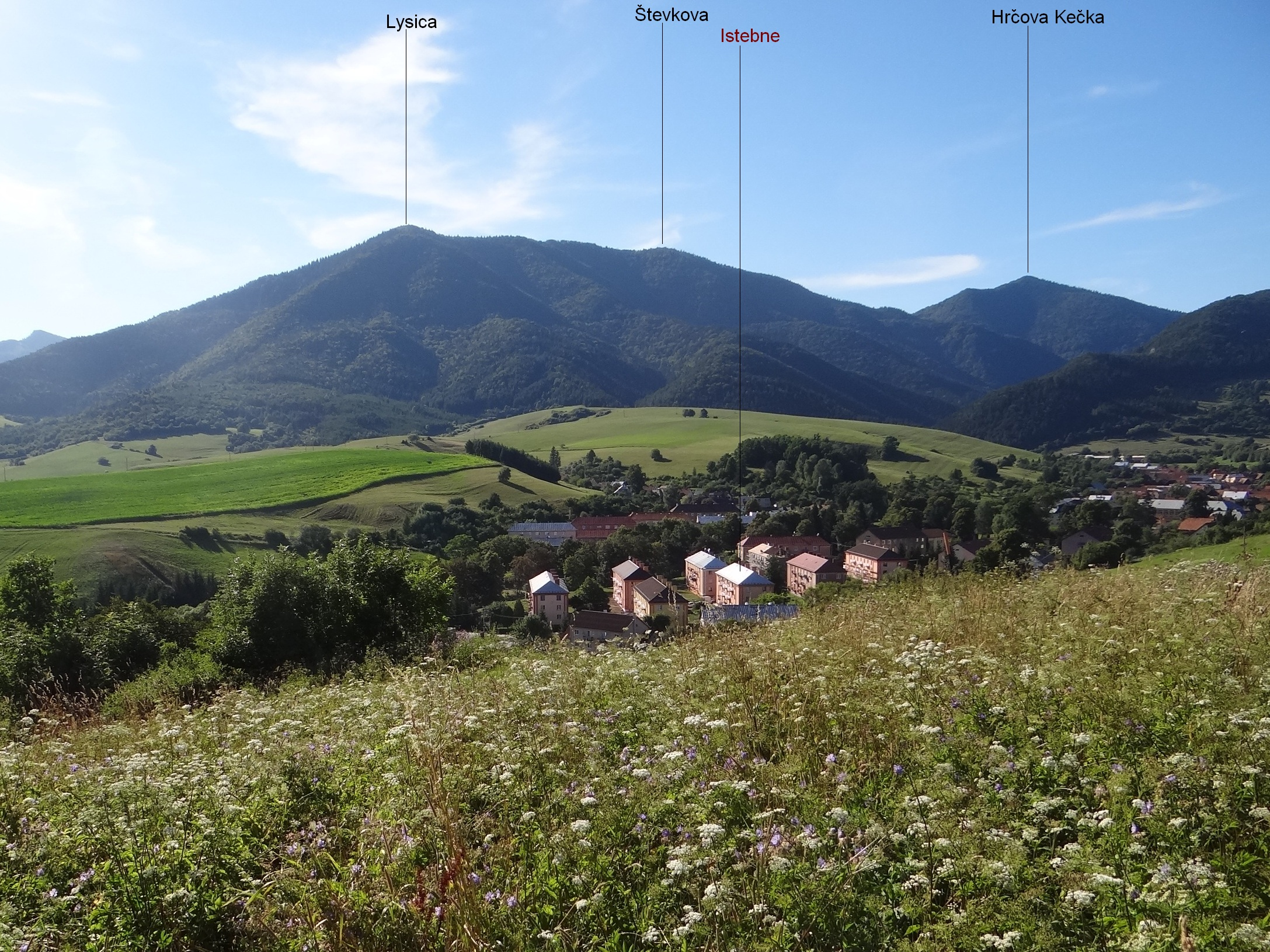
Południowa część Magury Orawskiej

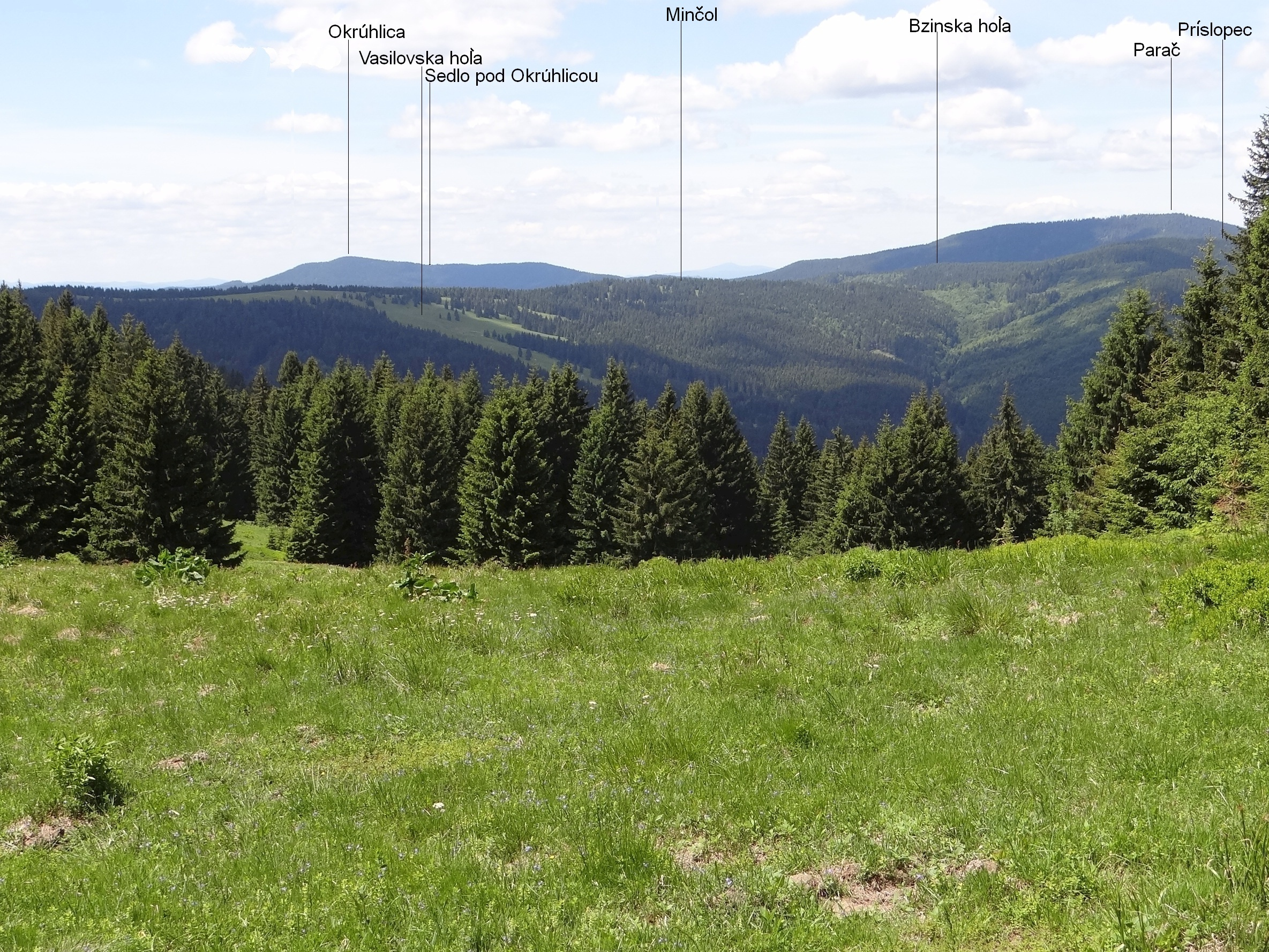
Mokradská hoľa

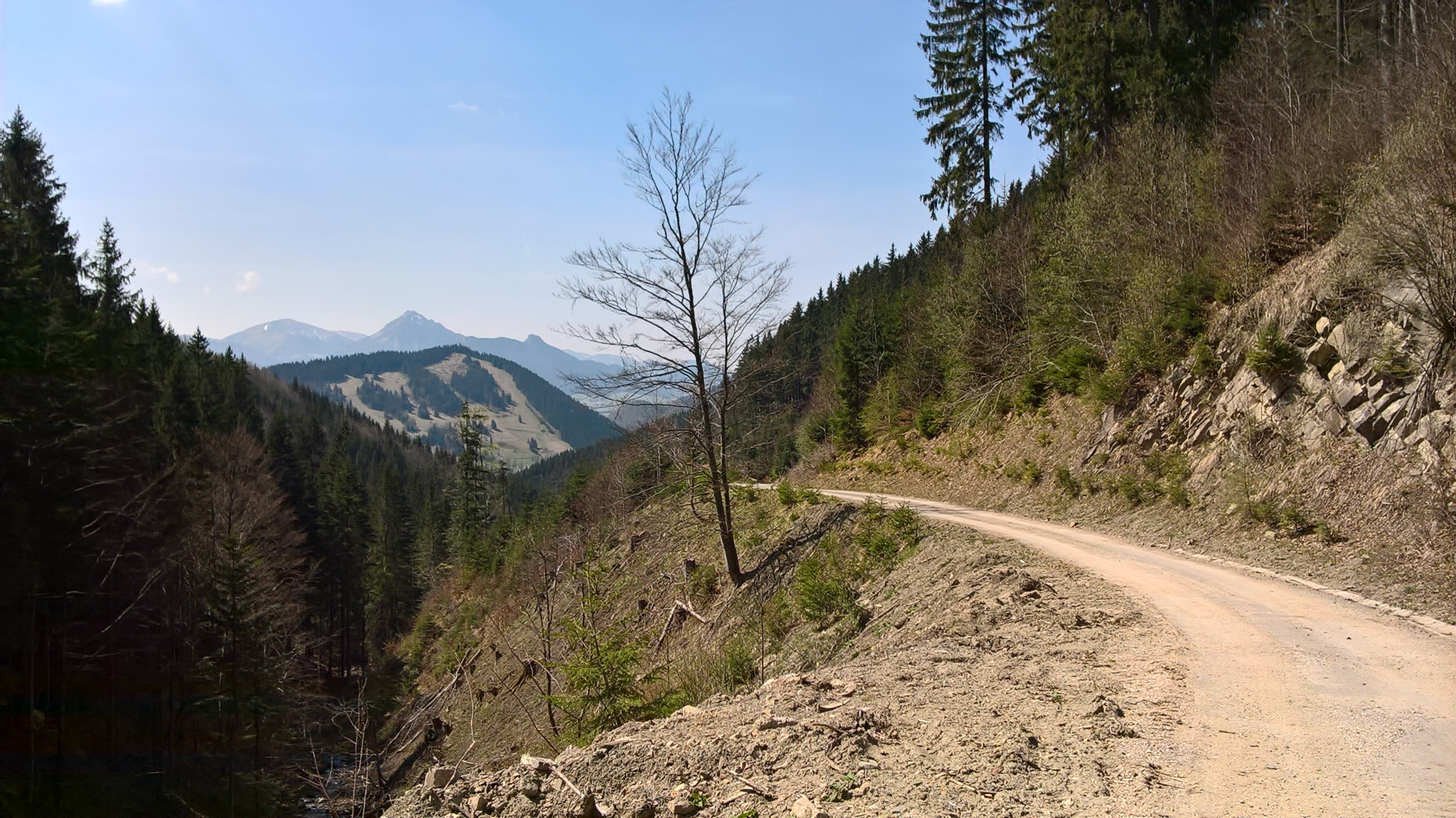
Widok na Kozinec z górnej części doliny potoku Zázrivka, w tle widoczna Mała Fatra

Magura Orawska (513.57; słow. Oravská Magura) – pasmo górskie w łańcuchu Zewnętrznych Karpat Zachodnich.

## Topografia
Regionalizacja. Znajduje się w północnej części Słowacji, w historycznym regionie Orawa. Według polskiej regionalizacji fizycznogeograficznej należy do Beskidów Zachodnich, Słowacy zaliczają go do mezoregionu Stredné Beskydy.
Granice. Pasmo leży między rzekami Orawą i jej dopływem Zázrivką, a Białą Orawą na północy. Ciągnie się z południowego zachodu na północny wschód pasem szerokości 5–10 km i długości 36 km. Zajmuje powierzchnię 216 km². Biała Orawa oddziela je od Beskidu Żywieckiego (według słowackiego podziału od Beskidów Orawskich), a Orawa od Gór Choczańskich i Pogórza Skoruszyńskiego. Na południowym zachodzie Magura Orawska graniczy z Małą Fatrą, oddziela je dolina potoku Zázrivka.
Podział. Magura Orawska jest dzielona na trzy mniejsze jednostki:
- część centralną z Minčolem (1394 m) i Kubińską Halą (1346 m), zwaną też czasem pasmem Kubińskiej Hali;
- część północną z Paraczem (1325 m) i Príslopcem (1258 m), zwaną grupą Paracza;
- część wschodnią z Budínem (1222 m) i Magurką (1107 m), zwaną od najwyższego szczytu pasmem Budína (a przez Słowaków wyróżnianą czasem jako Budínska Magura).

Pasmo Budína oddziela od centralnej części, tj. Pasma Kubińskiej Hali, dość głęboka, wyraźna przełęcz Príslop (808 m). Grupę Paracza oddziela od części centralnej szerokie, płaskie siodło (ok. 1110 m) pomiędzy masywem najwyższego szczytu całej grupy, Minčola, a równoimiennym szczytem Minčol (1139 m, już w grupie Paracza).

## Geologia – morfologia
Całość Magury Orawskiej zbudowana jest ze skał zaliczanych do tzw. fliszu karpackiego. Najwyższe partie uformowane zostały z odpornych piaskowców magurskich.
Grzbiet centralnej części Magury Orawskiej, czyli pasma Kubińskiej Hali, opada łagodnie na długości 9 km w kierunku północno-wschodnim od najwyższego szczytu, Minčola (1394 m) po przełęcz Príslop (808 m). Grzbiet części wschodniej, jest nieco niższy, niż centralnej, lecz bardzo wyrównany i na długości ponad 12 km nie obniża się poniżej poziomicy 1000 m.
Południowe stoki części centralnej i wschodniej są w górnej części strome, a ich nachylenie sięga czasami 60%. W dolnej części natomiast są mocno rozczłonkowane stosunkowo długimi dolinami licznych potoków, uchodzących do Orawy. W wytworzonych w ten sposób bocznych grzbietach można wyróżnić szereg szczytów o wysokościach sięgających od 850 do 950 m. Stoki północne obu części są znacznie łagodniejsze. Spływają nimi również liczne, lecz krótsze potoki, będące dopływami Hruštínki. Rozcinają one stoki wąskimi dolinkami o stromych, często urwistych zboczach i znacznej głębokości.
Grupa Paracza ma kształt rozbudowanego rozrogu górskiego, w którym od najwyższego szczytu promieniście rozbiega się szereg dłuższych lub krótszych, mocno rozczłonkowanych grzbietów, porozdzielanych głębokimi dolinami większych potoków. Stoki – poza południowymi zboczami samego Paracza – są stosunkowo łagodne, jednak mocno rozczłonkowane licznymi drobnymi ciekami wodnymi.

## Flora i fauna
Wyższe partie całej grupy porastają górnoreglowe lasy świerkowe. W partiach szczytowych, zwłaszcza na odsłoniętych dla wiatru grzbietach, świerkom skupionym w tzw. biogrupy i przyjmującym często formy sztandarowe lub kandelabrowe, towarzyszą krzaczaste zwykle formy jarzębiny. Na grzbiecie, od przełęczy Kubínska hoľa po szczyt Hali Kubińskiej, występuje kosodrzewina, która rośnie tutaj dużo niżej, niż wynosi dolna granica jej pionowego zasięgu w Tatrach. W niższych położeniach, w piętrze regla dolnego, świerkowi towarzyszy buk (liczniejszy na stokach południowych, opadających ku dolinie Orawy), jodła, jawor i in., a w dolinach potoków olsza szara. W niższych położeniach, głównie na stokach południowych, występują mieszane lasy liściaste, w których oprócz buka występują brzoza brodawkowata, olsza czarna, leszczyna i in. Na całym obszarze, od najniższych położeń po najwyższe szczyty, zwłaszcza na miejscach suchszych, występuje jałowiec.
Fauna Magury Orawskiej nie różni się od tej, jaką spotyka się w innych wysokich grupach górskich Zachodnich Beskidów. Na tym obszarze bytują również największe karpackie drapieżniki: niedźwiedzie, rysie i wilki.

## Turystyka
Grupa Magury Orawskiej posiada rzadką sieć znakowanych szlaków turystycznych i – poza jedynym schroniskiem turystycznym pod Kubińską Halą (Chata na Kubínskej holi) – w ogóle nie posiada bazy noclegowej w górach. Dlatego jest stosunkowo nielicznie odwiedzana przez turystów. Północne stoki pasma są zupełnie nieoznakowane. Najczęściej można spotkać turystów na czerwonym szlaku, przebiegającym grzbietami pasm Kubińskiej Hali i Budína, będącym zimą również atrakcyjną trasą wędrówek narciarskich. Bardzo rzadko odwiedzana przez turystów jest grupa Paracza. Zimą południowe stoki Minčola i Kubińskiej Hali są natomiast – dzięki kilku wyciągom narciarskim – dość ruchliwym ośrodkiem narciarstwa zjazdowego.